# Panguintza
Panguintza ist eine Ortschaft und eine Parroquia rural („ländliches Kirchspiel“) im Kanton Centinela del Cóndor der ecuadorianischen Provinz Zamora Chinchipe. Sitz der Verwaltung ist die am linken Flussufer des Río Zamora gelegene Ortschaft Panguitza. Die Parroquia besitzt eine Fläche von 44,76 km². Die Einwohnerzahl lag im Jahr 2014 bei 2023. Das Gebiet wurde am 22. Dezember 2011 aus der Parroquia Zumbi herausgelöst und bildet seitdem eine eigenständige Parroquia. In der Parroquia gibt es die Barrios Panguintza, La Hueca und Las Flores de Panguintza.

## Lage
Die Parroquia Panguintza liegt an der Ostflanke der Cordillera Real im Südosten von Ecuador. Der Río Zamora durchfließt das Areal in ostnordöstlicher Richtung. Der Hauptort Panguintza liegt auf einer Höhe von 830 m knapp 4 km östlich des Kantonshauptortes Zumbi. Die Fernstraße E45 (Zamora–Yantzaza) führt durch den Ort.
Das Verwaltungsgebiet liegt in Höhen zwischen 825 m und 2030 m. Die Längsausdehnung in NNW-SSO-Richtung beträgt knapp 13 km. Die Parroquia Panguintza grenzt im Nordosten an die Parroquia Yantzaza (Kanton Yantzaza), im Osten an die Parroquia Zumbi sowie im Südwesten, im Westen und im Nordwesten an die Parroquias Cumbaratza und Guadalupe (beide im Kanton Zamora).